# Фернандо Льоренте
Ферна́ндо Льоре́нте То́ррес (ісп. Fernando Llorente Torres, нар. 26 лютого 1985, Памплона, Іспанія) — іспанський футболіст, нападник збірної Іспанії. З липня 2021 року є вільним агентом.
Чемпіон світу 2010 року та чемпіон Європи 2012 року.

## Клубна кар'єра
Народився 26 лютого 1985 року в місті Памплона. Вихованець футбольної школи клубу «Атлетік Більбао». Швидко пройшов усі сходинки клубної структури — провів один сезон у «Басконії» у четвертому іспанському дивізіоні і пів сезону в «Більбао Атлетік» у третьому дивізіоні.
На початку 2005 року дебютував в іграх за основну команду «Атлетік Більбао». Відіграв за неї вісім з половиною сезонів, протягом 2008—2012 років незмінно ставав найкращим бомбардиром головної команди Країни Басків. Загалом записав до свого активу 118 голів у 333 іграх за «Атлетік» в усіх турнірах.
Влітку 2013 року залишив рідний клуб і уклав чотирирічний контракт з «Ювентусом». У своєму першому сезоні в Італії демонстрував гарну результативність, відзначившись 16 голами у 34 іграх Серії A. Проте згодом його результати погіршилися, і у серпні 2015 року він повернувся на батьківщину, ставши гравцем «Севільї», яку залишив після першого ж сезону.
Згодом грав у Британії, провівши один сезон у «Свонсі Сіті» і два сезони у «Тоттенгем Готспур». З лондонським клубом, який сплатив за нього близько 12 мільйонів фунтів уклав дворічний контракт. Протягом цього періоду грав нерегулярно і записав до активу лише 13 голів у 58 матчах усіх змагань. Залишив команду відразу по завершенні контракту влітку 2019 року.
2 вересня того ж 2019 року на правах вільного агента став гравцем італійського «Наполі».

## Виступи за збірні
2003 року дебютував у складі юнацької збірної Іспанії (U-17), загалом на юнацькому рівні взяв участь у 7 іграх, відзначившись 7 забитими голами.
Протягом 2005–2006 років залучався до складу молодіжної збірної Іспанії. На молодіжному рівні зіграв у 9 офіційних матчах, забив 5 голів.
2008 року дебютував в офіційних матчах у складі національної збірної Іспанії. Викликався до її лав протягом шести років, утім основним нападником у команді так і не став. Попри це здобув титул чемпіона світу 2010 року і чемпіона Європи 2012 року. При цьому його участь у світовій першості обмежилася одним виходом на заміну у грі 1/8 фіналу, а континентальний чемпіонат він повністю провів на лаві для запасних.

## Статистика виступів

### Статистика клубних виступів
Станом на 3 вересня 2019 року
| Сезон                         | Команда                       | Чемпіонат                     | Чемпіонат | Чемпіонат | Національний кубок | Національний кубок | Національний кубок | Континентальні кубки | Континентальні кубки | Континентальні кубки | Інші змагання | Інші змагання | Інші змагання | Усього | Усього |
| Сезон                         | Команда                       | Ліга                          | Ігор      | Голів     | Ліга               | Ігор               | Голів              | Ліга                 | Ігор                 | Голів                | Ліга          | Ігор          | Голів         | Ігор   | Голів  |
| ----------------------------- | ----------------------------- | ----------------------------- | --------- | --------- | ------------------ | ------------------ | ------------------ | -------------------- | -------------------- | -------------------- | ------------- | ------------- | ------------- | ------ | ------ |
| 2003–04                       | «Басконія»                    | ТД                            | 33        | 12        | -                  | -                  | -                  | -                    | -                    | -                    | -             | -             | -             | 33     | 12     |
| 2004-січ. 2005                | «Більбао Атлетік»             | СДБ                           | 16        | 4         | -                  | -                  | -                  | -                    | -                    | -                    | -             | -             | -             | 16     | 4      |
| січ.-черв. 2005               | «Атлетік» (Більбао)           | ПД                            | 15        | 3         | КІ                 | 4                  | 3                  | КУЄФА                | 1                    | 0                    | -             | -             | -             | 20     | 6      |
| 2005–06                       | «Атлетік» (Більбао)           | ПД                            | 22        | 2         | КІ                 | 3                  | 2                  | -                    | -                    | -                    | -             | -             | -             | 25     | 4      |
| 2006–07                       | «Атлетік» (Більбао)           | ПД                            | 23        | 2         | КІ                 | 1                  | 0                  | -                    | -                    | -                    | -             | -             | -             | 24     | 2      |
| 2007–08                       | «Атлетік» (Більбао)           | ПД                            | 35        | 11        | КІ                 | 5                  | 1                  | -                    | -                    | -                    | -             | -             | -             | 40     | 12     |
| 2008–09                       | «Атлетік» (Більбао)           | ПД                            | 34        | 14        | КІ                 | 9                  | 4                  | -                    | -                    | -                    | -             | -             | -             | 43     | 18     |
| 2009–10                       | «Атлетік» (Більбао)           | ПД                            | 37        | 14        | КІ                 | 2                  | 1                  | ЛЄ                   | 11                   | 8                    | СІ            | 1             | 0             | 51     | 23     |
| 2010–11                       | «Атлетік» (Більбао)           | ПД                            | 38        | 18        | КІ                 | 3                  | 1                  | -                    | -                    | -                    | -             | -             | -             | 41     | 19     |
| 2011–12                       | «Атлетік» (Більбао)           | ПД                            | 32        | 17        | КІ                 | 6                  | 5                  | ЛЄ                   | 15                   | 7                    | -             | -             | -             | 53     | 29     |
| 2012–13                       | «Атлетік» (Більбао)           | ПД                            | 26        | 4         | КІ                 | 2                  | 0                  | ЛЄ                   | 8                    | 1                    | -             | -             | -             | 36     | 5      |
| Усього за «Атлетік»           | Усього за «Атлетік»           | Усього за «Атлетік»           | 262       | 85        |                    | 35                 | 17                 |                      | 35                   | 16                   |               | 1             | 0             | 333    | 118    |
| 2013–14                       | «Ювентус»                     | A                             | 34        | 16        | КІ                 | 1                  | 0                  | ЛЧ+ЛЄ                | 5+5                  | 2+0                  | СІ            | 0             | 0             | 45     | 18     |
| 2014–15                       | «Ювентус»                     | A                             | 31        | 7         | КІ                 | 4                  | 1                  | ЛЧ                   | 9                    | 1                    | СІ            | 1             | 0             | 45     | 9      |
| серп. 2015                    | «Ювентус»                     | A                             | 1         | 0         | КІ                 | 0                  | 0                  | ЛЧ                   | 0                    | 0                    | СІ            | 1             | 0             | 2      | 0      |
| Усього за «Ювентус»           | Усього за «Ювентус»           | Усього за «Ювентус»           | 66        | 23        |                    | 5                  | 1                  |                      | 19                   | 3                    |               | 2             | 0             | 92     | 27     |
| серп. 2015–16                 | «Севілья»                     | ПД                            | 23        | 4         | КІ                 | 6                  | 0                  | ЛЧ+ЛЄ                | 3+4                  | 1+2                  | -             | -             | -             | 36     | 7      |
| 2016–17                       | «Свонсі Сіті»                 | ПЛ                            | 33        | 15        | КА+КЛ              | 1+1                | 0                  | -                    | -                    | -                    | -             | -             | -             | 35     | 15     |
| 2017–18                       | «Тоттенгем Готспур»           | ПЛ                            | 16        | 1         | КА+КЛ              | 1+2                | 3+0                | ЛЧ                   | 6                    | 1                    | -             | -             | -             | 25     | 5      |
| 2018–19                       | «Тоттенгем Готспур»           | ПЛ                            | 19        | 1         | КА+КЛ              | 2+4                | 3+2                | ЛЧ                   | 8                    | 2                    | -             | -             | -             | 33     | 8      |
| Усього за «Тоттенгем Готспур» | Усього за «Тоттенгем Готспур» | Усього за «Тоттенгем Готспур» | 35        | 2         |                    | 8                  | 8                  |                      | 15                   | 3                    |               | -             | -             | 58     | 13     |
| 2019–20                       | «Наполі»                      | A                             | 0         | 0         | КІ                 | 0                  | 0                  | ЛЧ                   | 0                    | 0                    | -             | -             | -             | 0      | 0      |
| Усього за кар'єру             | Усього за кар'єру             | Усього за кар'єру             | 459       | 141       |                    | 57                 | 26                 |                      | 75                   | 25                   |               | 3             | 0             | 612    | 193    |

### Статистика виступів за збірну
Станом на 3 вересня 2019 року
| Дата       | Місто                | Господарі            | Результат  | Гості             | Турнір               | Голи | Примітки |
| ---------- | -------------------- | -------------------- | ---------- | ----------------- | -------------------- | ---- | -------- |
| 19-11-2008 | Вілярреаль           | Іспанія              | 3 – 0      | Чилі              | товариський матч     | -    | 70'      |
| 11-2-2009  | Севілья              | Іспанія              | 2 – 0      | Англія            | товариський матч     | 1    | 64'      |
| 28-3-2009  | Мадрид               | Іспанія              | 1 – 0      | Туреччина         | товариський матч     | -    | 88'      |
| 20-6-2009  | Блумфонтейн          | Іспанія              | 2 – 0      | ПАР               | Кубок Конфедерацій   | 1    | 60'      |
| 28-6-2009  | Рустенбург           | Іспанія              | 3 – 2 д.ч. | ПАР               | Кубок Конфедерацій   | -    | 81' 115' |
| 29-5-2010  | Інсбрук              | Іспанія              | 3 – 2      | Саудівська Аравія | товариський матч     | 1    | 70'      |
| 3-6-2010   | Інсбрук              | Іспанія              | 1 – 0      | Південна Корея    | товариський матч     | -    | 58'      |
| 29-6-2010  | Кейптаун             | Іспанія              | 1 – 0      | Португалія        | ЧС 2010 - 1/8 фіналу | -    | 59'      |
| 11-8-2010  | Мехіко               | Мексика              | 1 – 1      | Іспанія           | товариський матч     | -    | 46'      |
| 7-9-2010   | Буенос-Айрес         | Аргентина            | 4 – 1      | Іспанія           | товариський матч     | 1    | 46'      |
| 8-10-2010  | Саламанка            | Іспанія              | 3 – 1      | Литва             | Відбір до ЧЄ 2012    | 2    | 77'      |
| 12-10-2010 | Глазго               | Шотландія            | 2 – 3      | Іспанія           | Відбір до ЧЄ 2012    | 1    | 76'      |
| 17-11-2010 | Лісабон              | Португалія           | 4 – 0      | Іспанія           | товариський матч     | -    | 58'      |
| 9-2-2011   | Мадрид               | Іспанія              | 1 – 0      | Колумбія          | товариський матч     | -    | 81'      |
| 29-3-2011  | Каунас               | Литва                | 1 – 3      | Іспанія           | Відбір до ЧЄ 2012    | -    |          |
| 7-6-2011   | Пуерто-ла-Крус       | Венесуела            | 0 – 3      | Іспанія           | товариський матч     | -    | 60'      |
| 10-8-2011  | Барі                 | Італія               | 2 – 1      | Іспанія           | товариський матч     | -    | 14'      |
| 6-9-2011   | Логроньо             | Іспанія              | 6 – 0      | Ліхтенштейн       | Відбір до ЧЄ 2012    | -    | 62'      |
| 11-10-2011 | Аліканте             | Іспанія              | 3 – 1      | Шотландія         | Відбір до ЧЄ 2012    | -    | 62'      |
| 29-2-2012  | Малага               | Іспанія              | 5 – 0      | Венесуела         | товариський матч     | -    | 46'      |
| 15-8-2012  | Баямон (Пуерто-Рико) | Пуерто-Рико          | 1 – 2      | Іспанія           | товариський матч     | -    | 46'      |
| 14-8-2013  | Гуаякіль             | Еквадор              | 0 – 2      | Іспанія           | товариський матч     | -    | 46'      |
| 16-11-2013 | Малабо               | Екваторіальна Гвінея | 1 – 2      | Іспанія           | товариський матч     | -    | 46'      |
| 19-11-2013 | Йоганнесбург         | ПАР                  | 1 – 0      | Іспанія           | товариський матч     | -    | 46'      |
| Усього     |                      | Матчів               | 24         |                   | Голів                | 7    |          |

## Досягнення

### Командні
«Ювентус»
- Чемпіон Італії (3): 2013–14, 2014–15, 2015–16
- Володар кубка Італії (1): 2014-15
- Володар Суперкубка Італії (2): 2013, 2015

 «Севілья»
- Володар Ліги Європи (1): 2016

«Наполі»
- Володар Кубка Італії (1): 2019–20

 Збірна Іспанії
- Переможець Кубка Меридіан: 2003
- Чемпіон світу: 2010
- Чемпіон Європи: 2012

### Індивідуальні
- Срібна бутса чемпіонату світу з футболу серед молодіжних команд: 2005
- Володар Трофею Сарри: 2012